# Victor Franke

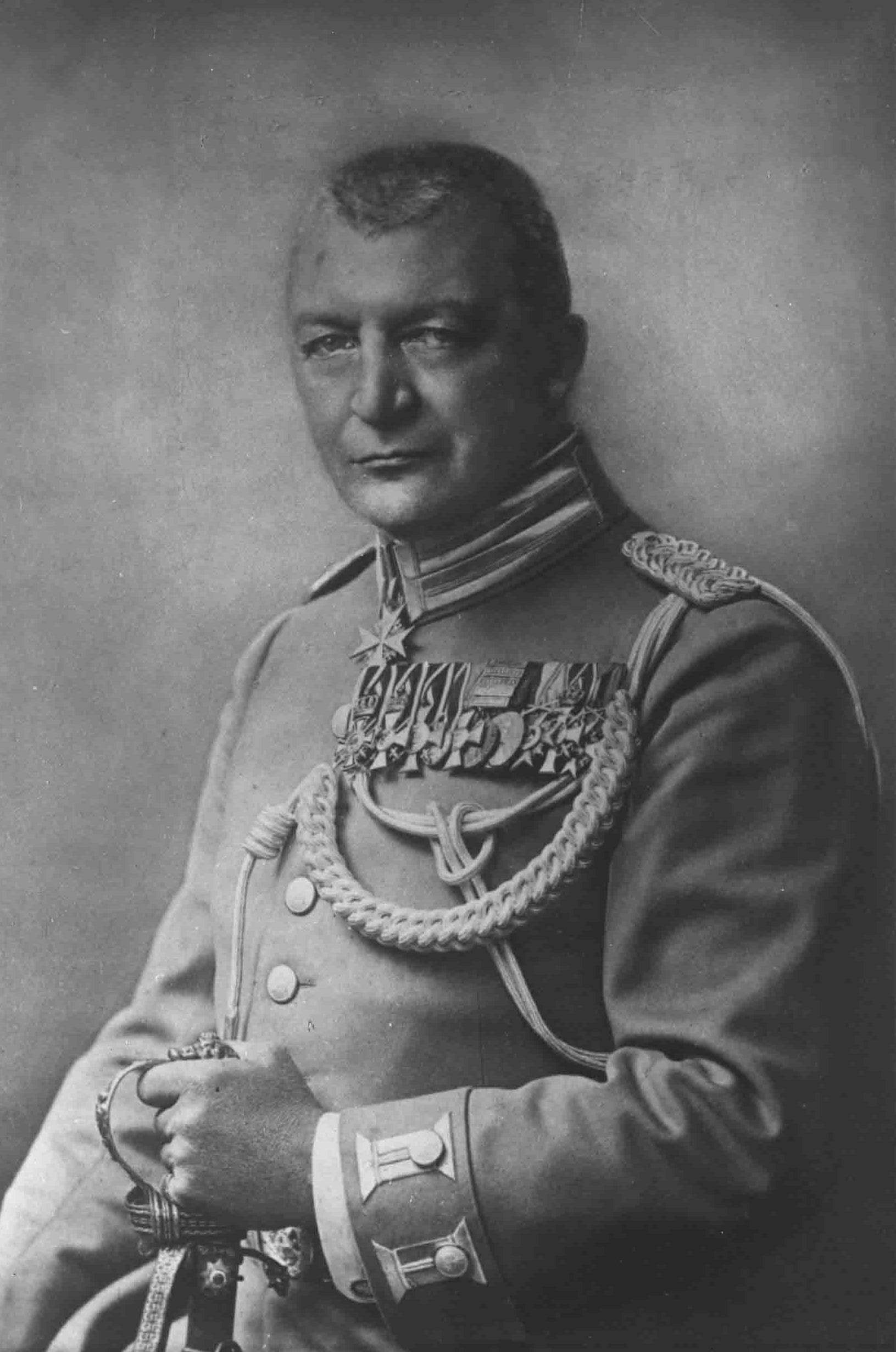
Victor Franke.

Erich Victor Carl August Franke (Zlaté Hory, ao tempo Zuckmantel na Silésia Austríaca, 21 de Julho de 1865 — Hamburgo, 7 de Agosto de 1936) foi um oficial do Exército Imperial Alemão, último comandante das Schutztruppe no Sudoeste Africano Alemão, que dirigiu as operações militares contra as forças portuguesas na região do Cunene, sul de Angola, no contexto das tensões internacionais geradas pela Primeira Guerra Mundial. A sua acção militar no sudoeste da África ficou decisivamente ligada ao genocídio e expulsão do povo herero do território da actual Namíbia.

## Biografia
Franke nasceu em Zlaté Hory, ao tempo chamada Zuckmantel, na Silésia Austríaca, filho de um grande proprietário rural. Depois de ter frequentado os seus estudos primários e secundários na Silésia, que concluiu (com o Abitur) em 1887, escolheu uma carreira militar no Exército Imperial Alemão alistando-se no Schlesische Pionier-Bataillon Nr. 6 (Batalhão de Pioneiros Silesianos n.º 6), em Neisse.
A 20 de Maio de 1896, com o posto de tenente, deixa o Exército Imperial para se integrar, no dia 26 daquele mês, na Kaiserliche Schutztruppe für Deutsch-Südwestafrika, as tropas de protecção da colónia alemã do Sudoeste Africano, a actual Namíbia. Chegou a Swakopmund, no sudoeste africano, a 26 de Junho de 1896, iniciando uma permanência naquela colónia alemã que, com alguns intervalos motivados por problemas de saúde, se manteve até finais de 1919, quando ela já tinha passado para a esfera do Império Britânico por via da sua ocupação por forças da União Sul-Africana.
Nas suas funções na Schutztruppe foi nomeado Bezirksamtmann (comandante distrital) em diversas localidades daquele território, especialmente nas regiões de Ovamboland e no Kaokoveld, pelas quais viajou múltiplas vezes e que conhecia profundamente.
Esteve estacionado em Outjo de 1899 até 1910, estando então directamente envolvido em várias campanhas contra as tribos locais que resistiam contra o domínio colonial alemão. Nas primeiras fases do Levantamento Herero (ou Guerra Germano-Ovaherero de 1904), Franke ganhou o sobriquete de  "Herói de Omaruru" pela sua vitória contra forças herero numericamente muito superiores no batalha de Omaruru e pela consequente libertação das cidades de Omaruru, Okahandja e Windhoek do cerco que as foças herero lhe haviam posto. Também obteve importantes vitórias sobre as forças herero em Okahandja e Windhoek.
Durante a campanha contra o povo Ovaherero, as forças alemãs, e em particular as forças comandadas por Franke, comportaram-se com extraordinária dureza e crueldade, cometendo actos que à luz das modernas leis de guerra podem ser qualificadas de genocídio e de limpeza étnica. Um exemplo desse comportamento está descrito no diário de Franke, quando a 27 de Fevereiro de 1904, ao relatar a Batalha de Otjihinamaparero, escreveu: "Um homem ferido, com uma perna terrivelmente estropiada foi trazido (…). Foi interrogado e depois abatido por von Arnim que o executou com decência. Foi abatido por detrás, sem que o infortunado homem se apercebesse do que estava a acontecer".
Também participou na campanha contra o povo namaqua que se revoltou a partir de 1903 sob a liderança de Hendrik Witbooi e depois se aliaria aos herero na luta contra os europeus na Namíbia e Angola.
No início da Primeira Guerra Mundial, e muito antes da declaração formal de guerra entre Portugal e a Alemanha, Franke comandou a retaliação alemã contra as forças portuguesas na região do Cunene, Angola, incluindo o ataque a Cuangar, de que resultou a morte do tenente Ferreira Durão, e o ataque a Naulila, que desencadeou o envio de uma força expedicionária para a região, comandada pelo general Pereira d'Eça.
A 12 de Novembro de 1914 assumiu o comando da Schutztruppe da colónia após o falecimento de Joachim von Heydebreck. Nessas funções dirigiu a guerra contra as forças da União Sul-Africana comandadas por Louis Botha que invadiram o território sob soberania alemã. Após uma dura luta, foi obrigado a render-se com 2 166 homens, entregando-se às forças da União Sul-Africana nas proximidades de Khorab, a 9 de Julho de 1915, aí assinando um acordo de capitulação que ficou conhecido como Tratado de Khorab. Menos de cinco semanas depois, as forças sul-africanas controlavam todo o território da colónia alemã.
Em 1919, depois de um período de internamento como prisioneiro de guerra, Franke deixou o Sudoeste Africano sendo repatriado para a Alemanha. Em 1920 reformou-se como major-general do Exército Imperial Alemão.
Victor Franke casou em 1921 com Maria Diekmann, de Hamburgo. Entre 1927 e 1930 dedicou-se á agricultura em Groß-Schwaß, nas proximidades de Rostock.
Franke sofria de doença tropical crónica, razão pela qual decidiu em 1930 mudar-se com a sua mulher para São Paulo, no Brasil, acabando por adquirir uma fábrica de engarafamento de água mineral em Itajaí, onde se fixou. Mais tarde mudou-se para Joinville, mas, devido a problemas de saúde, em 1936 regressou à Alemanha para tratamento, faleceu no Hospital de Doenças Tropicais (Tropenkrankenhaus) de Hamburgo a 7 de Setembro de 1936. Foi sepultado no  Ohlsdorfer Friedhof, um cemitério daquela cidade.
Franke deixou um interessante diário detalhando a sua experiência no sudoeste africano, uma cópia do qual se encontra disponível nos National Archives of Namíbia, já parcialmente publicado. Por ele se pode aferir que foi um oficial competente e de grande dureza, por vezes notoriamente cruel, comportamento que era exacerbado pelo seu alcoolismo e adição à morfina.
Em Omaruru ainda existe a "Franke Tower", um monumento que lembra as suas acções militares de 1904 contra os herero. Em Khorab, a cerca de 3 km da cidade de Otavi, na estrada para Tsumeb, existe um memorial marcando o local onde as forças alemãs se renderam. Na cidade de Outjo existe o "Franke House Museum".